# Enfin Bref
 (avril 2021).
Enfin bref est un magazine de bande dessinée québécoise publié irrégulièrement à Québec au Canada au milieu des années 1980.
Il est sous-titré Vos rêves deviennent bandes dessinées à son dernier numéro.

## Description du contenu
Le contenu d'Enfin bref est composé principalement de bandes dessinées inédites en noir et blanc pour les trois premiers numéros. À partir du numéro quatre, on y retrouve des entrevues et des reportages en lien avec la bande dessinée, au Québec et ailleurs.
Le magazine publie aussi des critiques, des chroniques, et des comptes rendus de colloques et expositions sur la BD.
Les collaborateurs sont tous d'origine canadienne et sont francophones venant majoritairement de la région de la ville de Québec.

## Historique
Le magazine Enfin bref, édité par les Éditions à Mains Nues, est publié irrégulièrement (mais annoncé mensuellement) au Québec de mai 1985 à septembre 1986 pendant cinq numéros.
Le projet Enfin bref est initié en janvier 1985 par une petite équipe d'étudiants enthousiastes de l'Université Laval formée de Marc Forest, Pierre Drysdale, Gag (André Gagnon), Danny Gagnon, Benoît Joly et Marc Pageau, . Le premier numéro a été lancé lors de l'exposition Et vlan ! On s'expose... 15 ans de bande dessinée dans la région de Québec en mai de la même année, exposition à laquelle la plupart de ses collaborateurs participent.
De petit format, il est imprimé en « offset » et distribué principalement dans la ville de Québec. Des exemplaires sont vendus à Montréal, lors d'événements spéciaux comme les Salons de la BD.
Au numéro trois, Enfin bref fusionne avec Somnambulle (fondé et lancé en même temps par Martin Cassista au printemps 1985 et publié chez le même éditeur) qui est plutôt consacré aux entrevues d'auteurs et au rédactionnel BD.
Ceci a comme conséquence un délaissement et un désintérêt par la majorité de l'équipe de rédaction du départ qui se disperse dans d'autres projets, ce qui ouvre la place à de plus jeunes auteurs découverts lors de l'exposition.
On y retrouve même le nom d'un vétéran de l'illustration de science-fiction québécoise et éditeur de Carfax, Pierre D. Lacroix, venu proposer ses bandes dessinées influencées par la production des magazines Creepy et Eerie au numéro quatre.
Au numéro cinq, Enfin bref,  reprend le sous-titre de Somnambulle, Vos rêves deviennent bandes dessinées et sa couverture se couvre de couleurs séparées manuellement.
Voyant le peu de succès public obtenu par la revue, l'éditeur décide d'en arrêter la publication.
Plusieurs des créateurs d'Enfin bref participeront à l'aventure du lancement du magazine Safarir un an plus tard.

## Fiche technique
- Éditeur : Éditions à Mains Nues (Québec) ;
- Format : 17,5 x 21,5 cm ;
- Nombre de pages : variable (de 36 à 40) ;
- Type de papier : couverture en carton souple mat, intérieur mat ;
- Impression : couverture en noir et blanc, sauf pour le numéro 5 qui est en 3 couleurs séparées manuellement, intérieur noir et blanc ;
- Périodicité : annoncé mensuel, mais irrégulier ;
- Numéro 1 : mai 1985 ;
- Numéro 5 : septembre 1986 (dernier numéro).

## Collaborateurs
Quelques-uns de ces artistes travaillent sous un pseudonyme.

### Auteurs de bande dessinée
Les auteurs de bande dessinée québécois sont généralement à la fois dessinateur et scénariste.
Il arrive qu'ils ne pratiquent qu'une seule de ces deux disciplines, travaillant alors en équipe avec quelqu'un de l'autre discipline.
- Yves Amyot (à titre de dessinateur) ;
- Martin Cassista[9] ;
- André-Philippe Côté (sous le nom André Côté) ;
- Marc Chouinard ;
- Pierre Drysdale[4], [5] ;
- Arnold Flynn (à titre de dessinateur) ;
- Marc Forest[5] ;
- Gag[5] (André Gagnon) ;
- Danny Gagnon[5] ;
- Réjean Gariépy ;
- Denis Goulet[3] ;
- Jean-François Guay (à titre de dessinateur) ;
- Martin Hardy (à titre de scénariste) ;
- Benoît Joly[5] ;
- Pierre D. Lacroix[3] ;
- Martin Laplante ;
- Love (Michel D'Amours) ;
- Guylaine Marceau (à titre de scénariste) ;
- Jean Morin ;
- Mario Modérie[3] ;
- Marc Pageau[1], [3], [5] ;
- Suzanne Payette ;
- Louis Rémillard[3] ;
- Thib (Luc Thibault) ;
- Christian Vadeboncoeur.